# Фудзіта Сакі
Сакі Фудзіта (яп. 藤田 咲, Фудзіта Сакі, нар. 19 жовтня 1984) — японська сейю з Токіо, Японія, що представляє компанію Arts Vision. Виконавиця пісень до кількох аніме, серед яких ендінг до аніме Tokimeki Memorial Only Love і Kiseki no Kakera (奇跡のかけら, спільно з Юкі Макісімою і Юкако Йосікавою), а також опенінг до аніме Working!! і Coolish Walk (спільно з Каною Асумі і Ері Кітамурі).
Найбільшу популярність в Японії і за її межами акторка отримала за запис зразка свого голосу, на основі якого компанією Crypton Future Media був створений голосовий банк даних «Міку Хацуне» для програми Yamaha Vocaloid.

## Творча діяльність

### Ролі в аніме

#### 2005 рік
- Akahori Gedou Hour Rabuge (покоївка (епізодична роль))
- Happy Seven ~The TV Manga~ (Томомі Сасакі)
- Shuffle! (школярка (епізодична роль))
- SPEED GRAPHER (Кодзуе Кокубундзі)

#### 2006—2007 роки
- 2006 Трепетні_спогади (Tokimeki Memorial Only Love) (Міна Яйої)
- 2006 Міцний_поцілунок: _Круті_й_солодкі (Tsuyokiss Cool × Sweet) (Кіну Канісава)
- 2006 гаргулья будинку Йосінага (Yoshinaga-san Chi no Gargoyle)
- 2007 Gakuen Utopia Manabi Straight! (Момоха Одорі)
- 2007 Бліч (BLEACH) (Марейо Оомаеда, 114 серія)

#### 2008—2009 роки
- 2008 Покоєвий в масці (Ліз (Елізабет))
- 2008 Акіба-тян (Міруку-тян)
- 2008 Вишневий Квартет (перший сезон) (Ао Нанамі)
- 2008 (Zoku) Sayonara Zetsubou Sensei (Міку Хацуне (камео, сцена відбору «голосу Меру Отонасі»))
- 2009 Втрачене небесами (перший сезон) (Томоко)

#### 2010 рік
- 2010 Durarara!! (Рурі Хідзірібе)
- 2010 Віднесені вовками (Мана Кудзумі)
- 2010 Робота!! (перший сезон) (Махіру Інамі)
- 2010 Вогні нічного рейду (Фуран)
- 2010 Densetsu no Yuusha no Densetsu (Мільк Каллауд)
- 2010 Любов курчати (Ріцука Накано)
- 2010 Втрачене небесами OVA (Томоко)
- 2010 Вишневий Квартет OVA-1 (Ао Нанамі)

#### 2011 рік
- 2011 Сакура — хранителька часу (Йоріко Сагісава)
- 2011 Houkago no Pleiades (Нанако)
- 2011 Yuru Yuri (Аяно Сугіура)
- 2011 Baby Princess 3D Paradise Love (Цурара)
- 2011 Battle Spirits: Heroes (Кімарі Тацумі)
- 2011 Робота!! (другий сезон) (Махіру Інамі)

#### 2012—2014 роки
- 2012 Chōsoku Henkei Gyrozetter (Харука)
- 2012 Yuru Yuri 2 (Аяно Сугіура)
- 2013 Namiuchigiwa no Muromi-san (Отохіме)
- 2014 Sakura Trick (Міцукі Сонода)

#### 2015—2016 роки
- 2015 Durarara!!×2 (Рурі Хідзірібе)
- 2015 Kantai Collection (Авіаносець Акагі)
- 2015 Робота!! (третій сезон) (Working!!) (Махіру Інамі)

### Дискографія
- 2010 Durarara!! Original Soundtrack CD2 Psychedelic Dreams Vol. 02

### Озвучування програм
- 2007 Vocaloid (Хацуне Міку)

### Ролі в іграх
- 2013 Kantai Collection (Лінкори Фусо і Ямасіро; авіаносець Акагі; есмінці Кагеро, Сіранухі, Куросіо, Юкікадзе і Токіцукадзе)
- 2019 Arknights (Yato)